# Enluminure

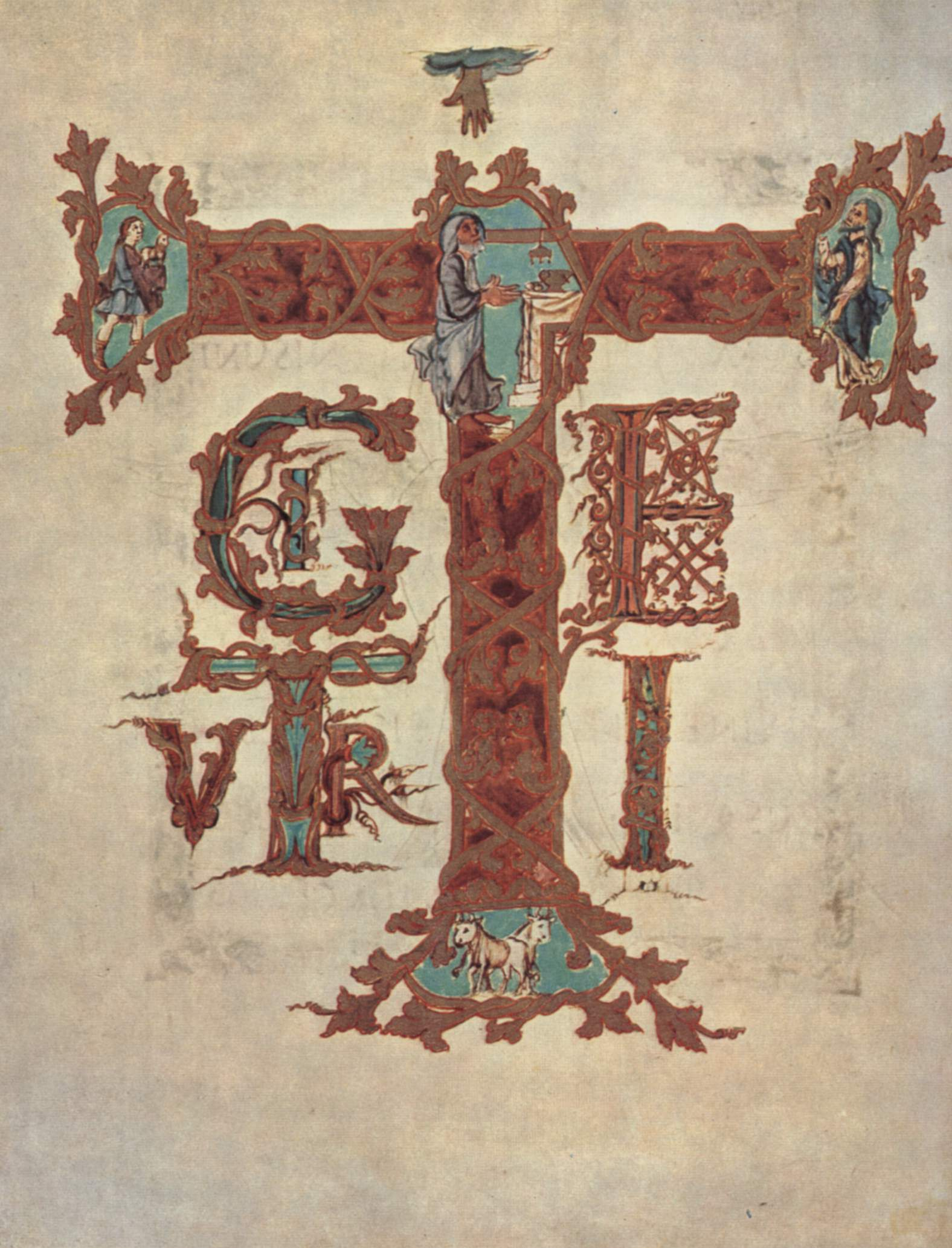
Sacramentaire de Drogon, initiale décorée « T » du Te igitur, 850.

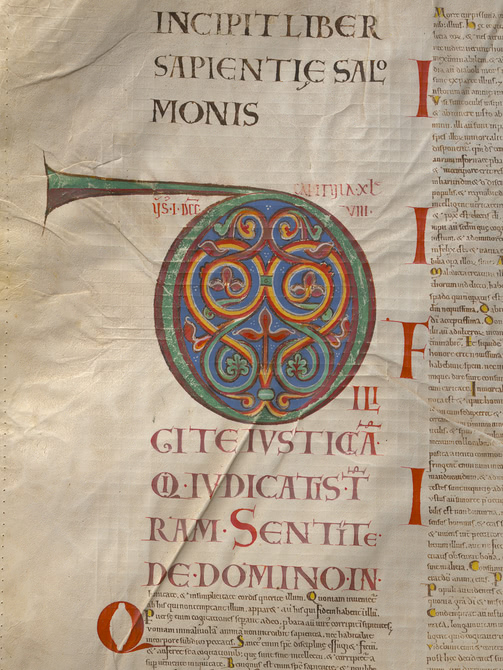
Enluminure d'une lettrine extraite du codex Gigas, XIIIe siècle.

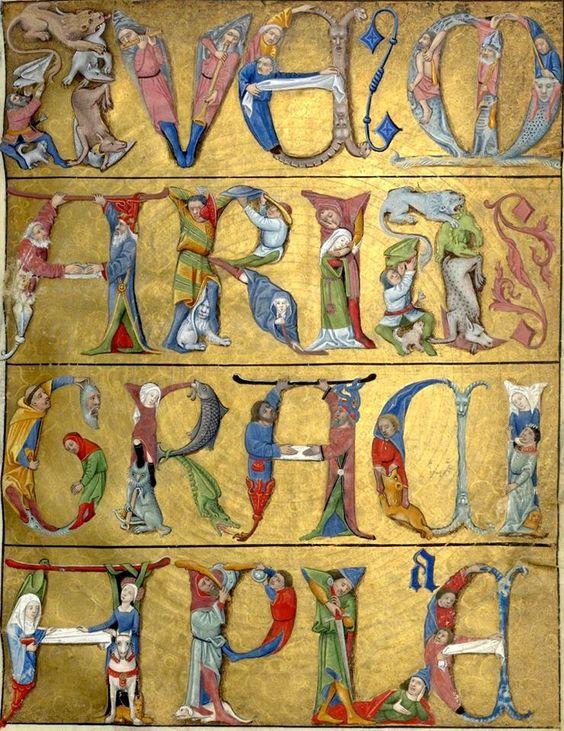
Alphabet enluminé dans le livre Heures de Charles d'Angoulême (XVe siècle).

Une enluminure est une décoration exécutée à la main qui orne un manuscrit (du latin manus, « les mains » et scribere, « écrire »). Les techniques de l'imprimerie et de la gravure ont fait presque disparaître l'enluminure ; quelques livres imprimés en sont toutefois décorés.
Le terme « enluminure » est souvent associé à celui de « miniature », qui désigne une illustration. L'enluminure tantôt se mêle au texte et tantôt s'en éloigne, au point même, parfois, de ne plus entretenir aucune relation avec lui. On peut établir différentes distinctions : scènes figurées, compositions décoratives, initiales ou lettrines historiées, signes divers.
Le verbe latin illuminare (« éclairer », « illuminer ») a donné le mot français « enluminer ». Ce terme regroupe aujourd'hui l'ensemble des éléments décoratifs et des représentations imagées exécutés dans un manuscrit pour l'embellir, mais au XIIIe siècle il faisait surtout référence à l'usage de la dorure.
La technique de l'enluminure comporte trois activités : l'esquisse, le mélange des pigments de couleurs avec la colle animale et le coloriage par couche. L'enluminure est réalisée par un « enlumineur » ; son travail consiste à enjoliver un texte, un récit...

## Enluminure et miniature

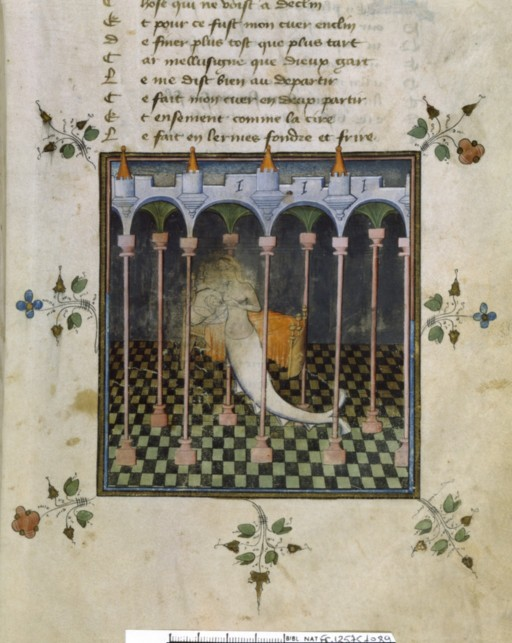
Miniature du Roman de Mélusine par les Maîtres de Guillebert de Mets, 1410.

Le terme « enluminure » est souvent associé à celui de « miniature », qui vient du latin minium, désignant un rouge vermillon. Jadis, le terme s'appliquait, de préférence, aux lettres ornementales majuscules (lettrines) dessinées en rouge (grâce à un oxyde de plomb de couleur rouge) sur les manuscrits ; puis le rapprochement (sans fondement étymologique) avec les mots « minimum », « minuscule », s'est opéré, et la miniature a désigné les images peintes, de petite taille, comparées aux tableaux et aux peintures murales (fresques). S'appliquant à toute représentation de format réduit, le terme a donc désigné également les petites scènes peintes sur d'autres objets que les manuscrits. Le mot « manuscrit » vient du latin : manus (main) et scribere (écrire), c'est-à-dire un texte écrit à la main.
On peut donc parler de « manuscrits enluminés », de « manuscrits à miniatures », et même de « manuscrits à peintures », comme le font certains spécialistes, puisque l'artiste chargé de cette part de l'œuvre était nommé pictor au Moyen Âge, pour le distinguer du scriptor (étymologiquement ce terme a donné scribe c'est-à-dire « celui qui écrit » mais copiste est plus adapté pour le Moyen Âge) chargé de la seule copie du texte.

## Types d'enluminures
L'enluminure n'est pas, comme le veut une idée reçue, que la simple lettrine (la lettre mise en couleur) par les copistes en début de chapitre ou de paragraphe, permettant ainsi de saisir facilement la structure du texte.
Sur le plan matériel, un ouvrage écrit comporte un texte dont les caractères ont une forme : lorsque l'écriture a une fin esthétique, on parle de calligraphie. L'étude des écritures anciennes est l'objet de la paléographie.
L'enluminure tantôt se mêle au texte et tantôt s'en éloigne, au point même, parfois, de ne plus entretenir aucune relation avec lui. On peut établir les distinctions suivantes, tout en notant leur caractère arbitraire, les artistes mêlant volontiers les genres :
- scènes figurées (historiées) :
  - pleines pages (ex. les Beatus) ;

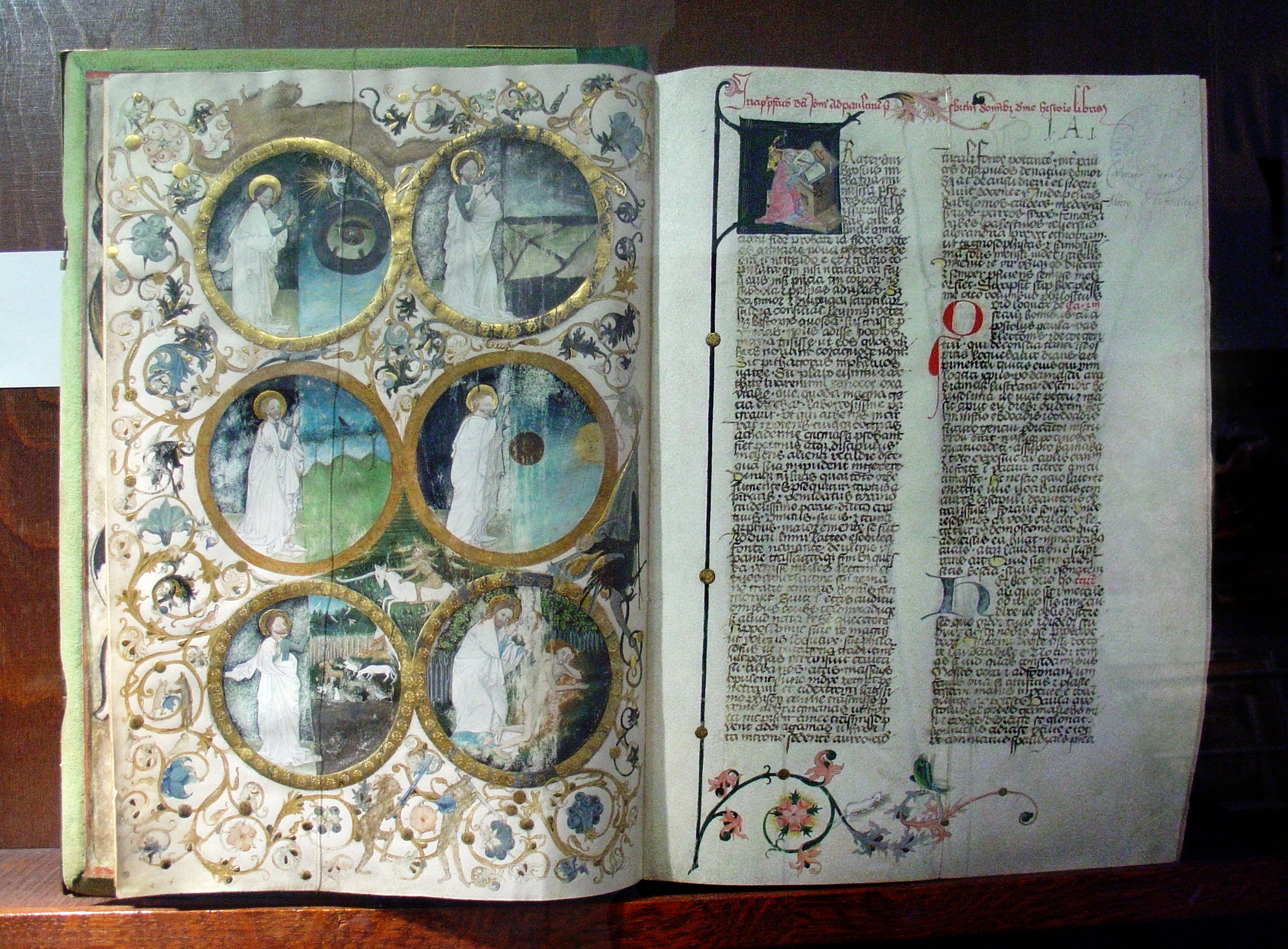
Bible de Jan de Selmberk, 1440. Exposée à la bibliothèque du couvent de Strahov, Prague.

  - insérées entre deux paragraphes ou chapitres ;
  - en marge ;Antiphonaire de Philippe de Lévi, musée des Augustins de Toulouse.
- compositions décoratives :

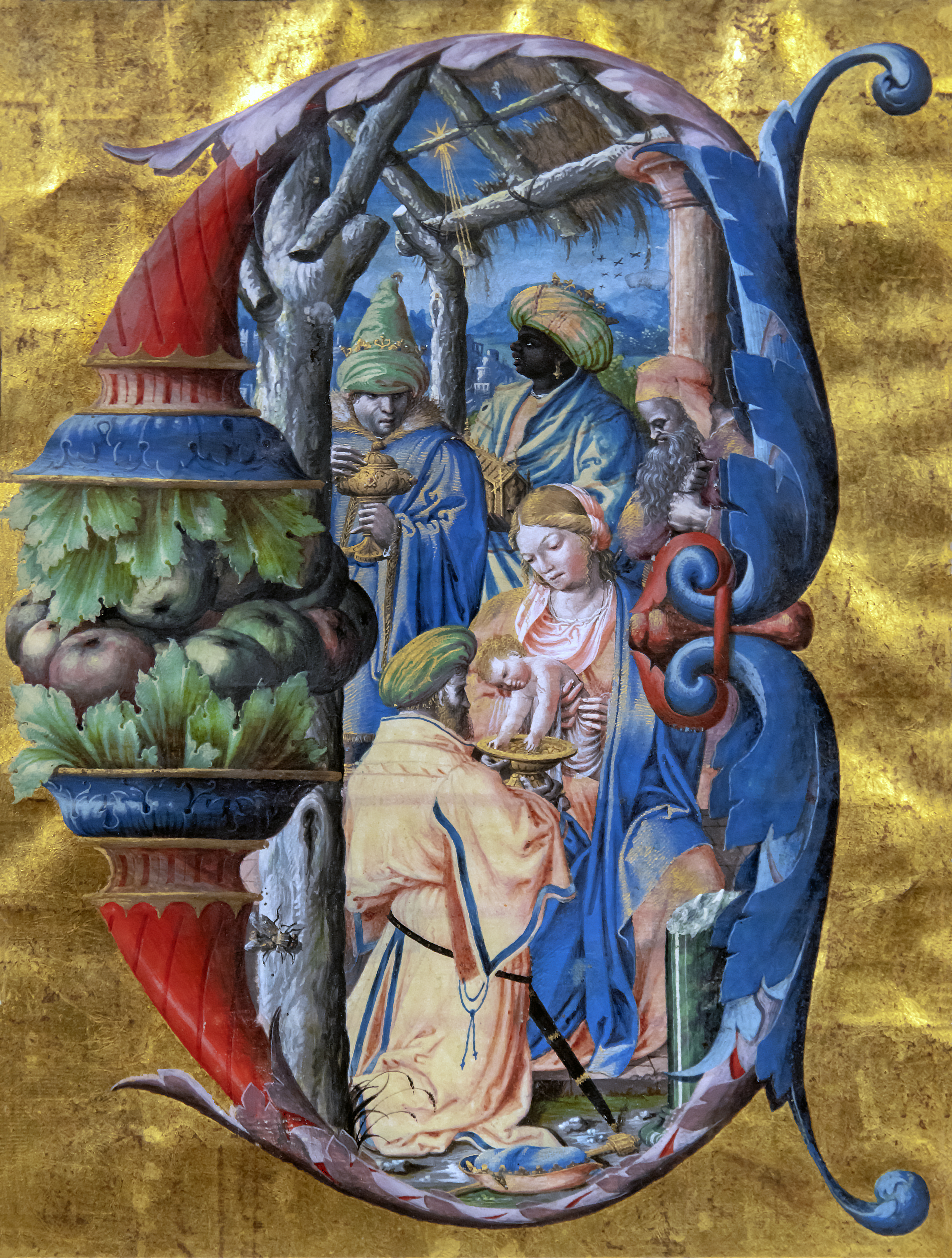
Antiphonaire de Philippe de Lévi, musée des Augustins de Toulouse.

  - bordures (ex. les manuscrits flamands du XVe siècle) ;
  - bandeaux marginaux ;
  - cartouches (ornements en forme de parchemin dont les extrémités sont enroulées (généralement en sens inverse) destinés à recevoir, dans la partie centrale, une inscription) ;
  - frontispices (composition placée en première page) ;
  - fins de lignes (motif plus ou moins allongé, ayant la hauteur du corps des lettres, et destiné à combler le vide entre le dernier mot écrit et la marge de droite) ;
  - signes de paragraphes ou pied-de-mouche (lorsque le texte est copié en continu, un motif peint, assez simple et stéréotypé, marquait la séparation entre deux paragraphes ou entre deux versets du texte original) ;
  - drôleries ou grotesques (dans les marges, en-têtes et pieds de pages des manuscrits gothiques tardifs, on voit, parmi les entrelacs végétaux des créatures oniriques plus ou moins monstrueuses et comiques. Le terme « grotesque » vient de l'italien « pittura grottesca », qui désignait des images peintes découvertes à partir du XVe siècle à Tivoli dans la Villa Hadriana, le mot « grottes » désignant jadis les monuments enfouis) ;

- initiales ou lettrines :

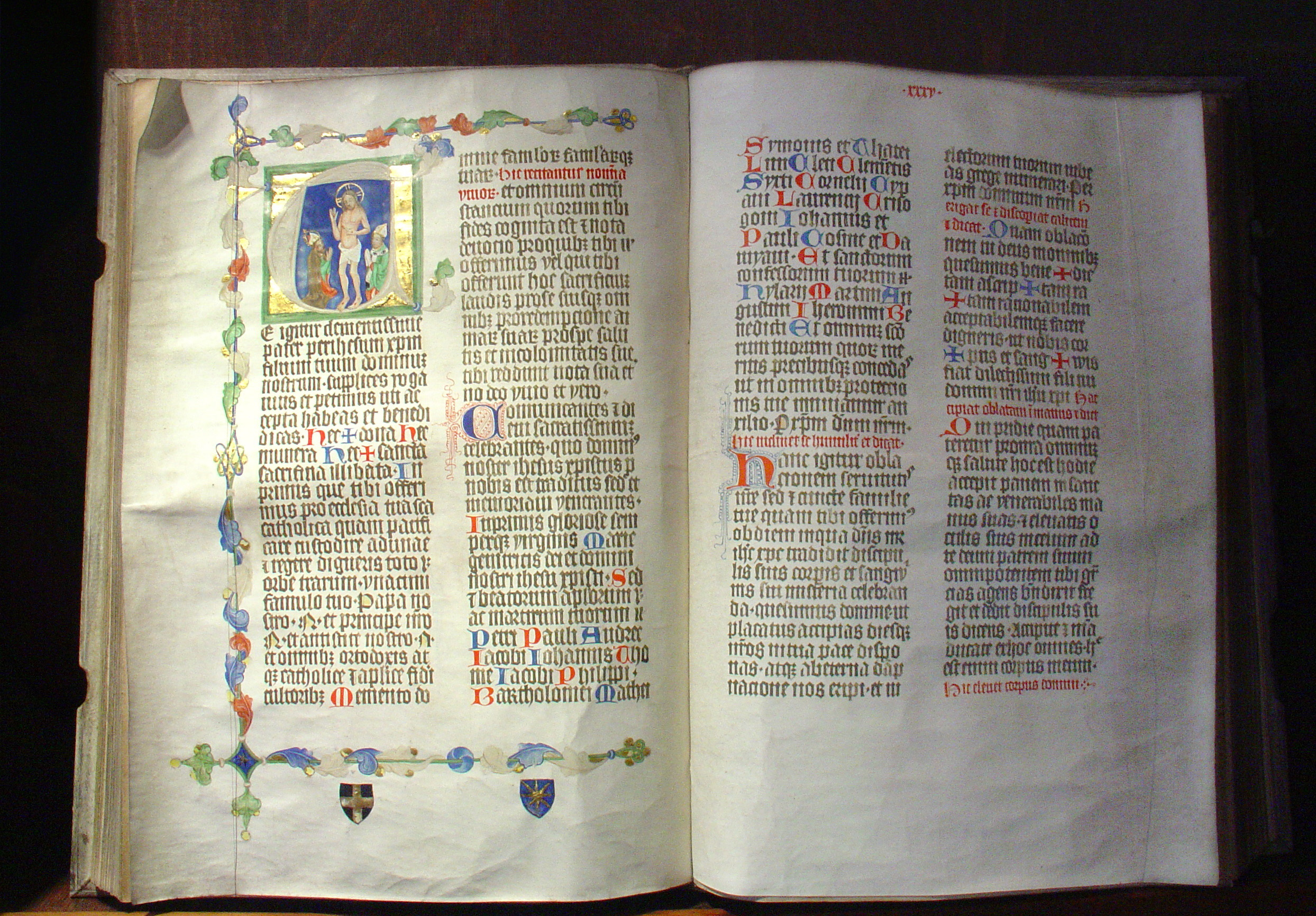
Pontifical (Liber Pontificalis) d'Albert de Sternberg, 1376. Exposé au monastère de Strahov.

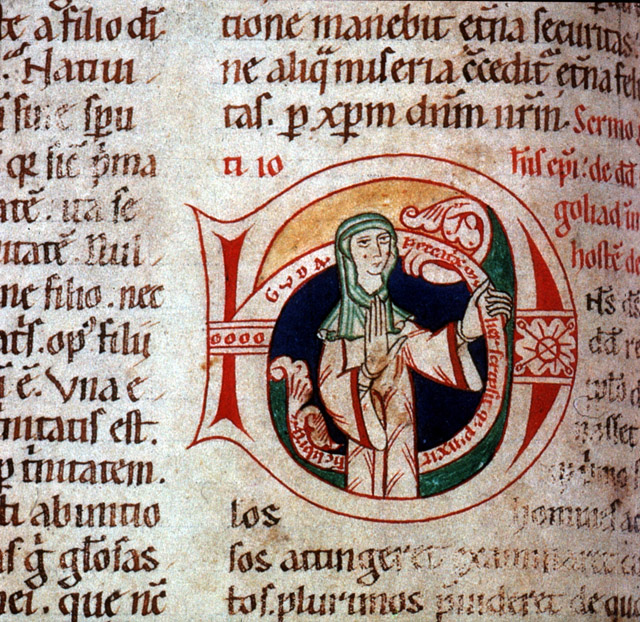
Homéliaire dit de Saint-Barthélemy (vers 1250-1300), détail d'une lettrine D comportant un autoportrait de l'enlumineuse Guda.

  - lettres peintes ou « rubriquées » (du latin « ruber », « rouge ») :
    - lettres « simples » (leur étude se partage entre l'esthétique et la paléographie) ;
    - lettres champies (lettres, la plupart du temps dorées, placées sur un fond peint, rehaussées de motifs stéréotypés) ;
    - lettres filigranées (lettres décorées d'un motif d'inspiration végétale dessiné à la plume fine) ;

  - lettres ornées (lettres cadres : elles sont constituées par le dessin de la majuscule auquel s'ajoutent des entrelacs, des plantes, des animaux et même des personnages, sans qu'il s'agisse d'une scène proprement dite) ;
  - lettrines synthétiques (le décor seul dessine la lettre : moines en train de couper du bois, par exemple) ;
  - lettres historiées (des scènes narratives sont représentées dans les espaces libres de la lettre) ;
- signes divers (il ne s'agit pas d'enluminures proprement dites, mais certains de ces signes ont une valeur esthétique qui leur ouvre une place dans cette nomenclature) :
  - signes de pagination ;
  - signes d'oublis et de fautes dans les marges ;
  - signes d'annotations (dans les marges, la manicule destinée à appeler l'attention du lecteur sur un passage particulier du texte) ;
  - on trouve également des esquisses de la future enluminure, réalisées à l'encre pâle ou, à partir du XIIIe siècle, à la mine de plomb, et destinées au peintre.

## Technique
Les moines enluminaient les livres rédigés par des moines copistes. La technique de l'enluminure comporte trois activités : l'esquisse, le mélange des pigments de couleurs avec la colle animale et le coloriage par couche.
Une fois le parchemin prêt à être utilisé, l'enlumineur réalise son dessin à l'encre. Le dessin achevé, il place les feuilles d'or et après pose la peinture. En tout dernier, il vient cercler les zones peintes avec un trait de contour pour plus de netteté. Certains détails peuvent être apportés avec du blanc pour faire ressortir les couleurs.

### Étapes d’exécution d'une enluminure
1. Utilisation d'une poudre graphite pour créer un contour pointillé,
2. Les pointillés sont esquissés,
3. Le croquis est retracé à l'encre,
4. La surface est préparée pour l'application d'une feuille d'or,
5. La feuille d'or est posée,
6. La feuille d'or est polie pour lui donner un aspect brillant et réfléchissant à la lumière,
7. Des impressions sont faites pour adhérer la feuille,
8. Une base colorée est appliquée,
9. Des tons plus sombres sont utilisés pour donner du volume,
10. Des détails supplémentaires sont ajoutés,
11. Des couleurs plus claires sont ajoutées pour donner de la particularité,
12. Les contours à l'encre sont tracés pour finaliser l'enluminure.

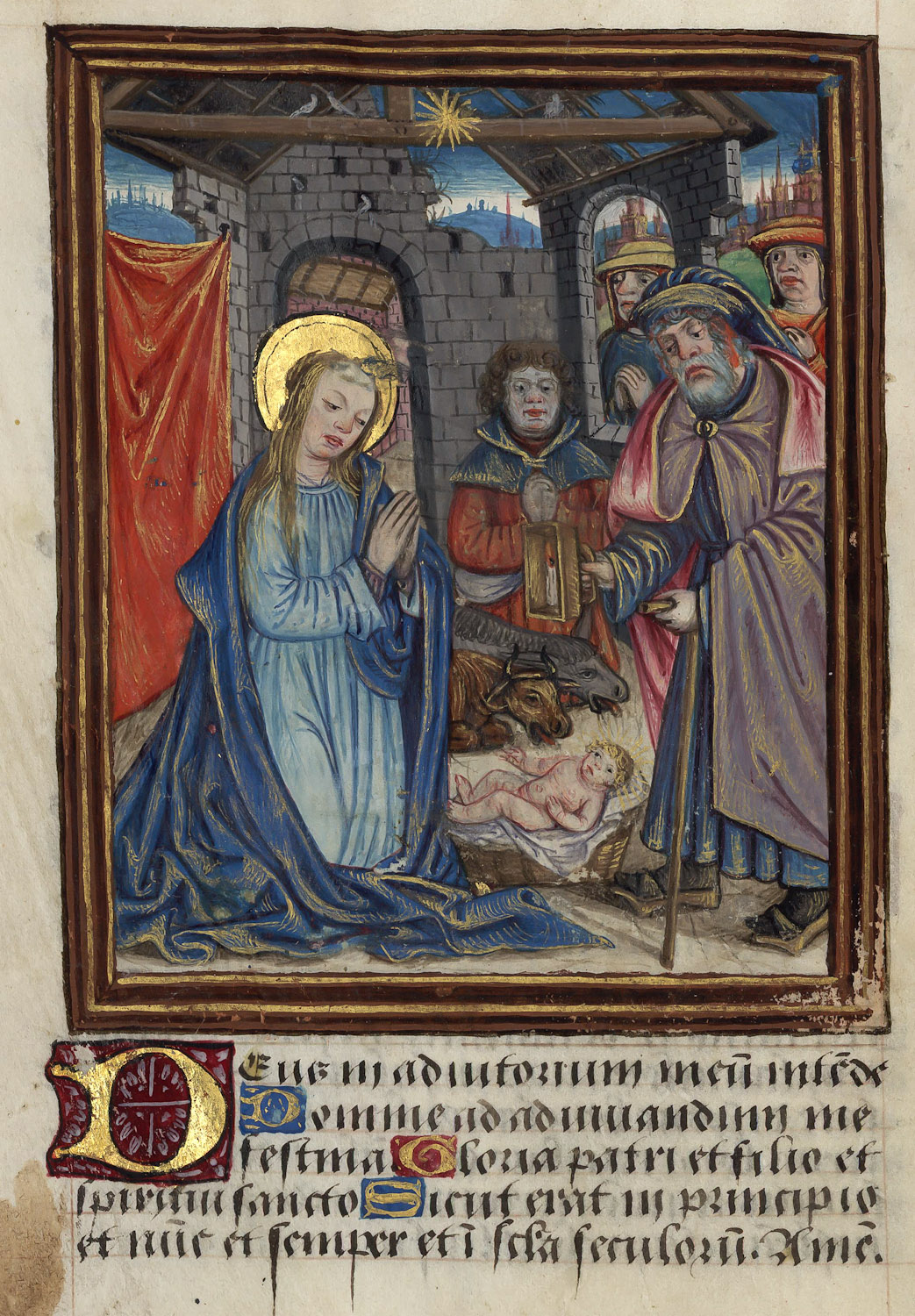

### Volumen et codex
Les premiers manuscrits enluminés sont les ouvrages de l'Égypte pharaonique, constitués de papyrus et en forme de rouleaux plus ou moins longs. Le Livre des morts d'Ani (British Museum) mesure 24 mètres, et le manuscrit de Turin environ 58 mètres.
Ici, il ne sera question que de l'enluminure occidentale, telle qu'on la trouve principalement sur le parchemin.
Jusqu'au XIIe siècle, les manuscrits sont copiés dans les établissements ecclésiastiques, principalement dans les abbayes. Les moines copistes travaillaient toute l'année, ne s'arrêtant de copier que lorsque l'encre venait à geler l'hiver. À partir du XIIIe siècle, un artisanat et un marché, pas uniquement tenus par des clercs, se développent avec l'essor de l'université et des administrations et l'émergence d'un nouveau public amateur de livres.
À la même époque, l’Orient connaît une production particulièrement abondante de manuscrits, notamment au sein de l’Empire byzantin. La présence des croisés en Terre sainte contribue également à cet essor, favorisant l’implantation de scriptoriums, d’abord à Jérusalem, puis à Saint-Jean-d’Acre au XIIIe siècle. Ces ateliers produisent des manuscrits mêlant l'influence de l'art byzantin, les influences occidentales et celles arabo-musulmanes.
On appelle volumen le livre formé d'une feuille unique faite de plusieurs feuillets cousus à la suite les uns des autres, et enroulée sur elle-même ou sur un bâtonnet de bois. Le mot vient du latin volvere, rouler, enrouler.
Le codex est un livre à pages cousues, qui apparaît au IIe siècle. Il représente un progrès remarquable par rapport au volumen :
- le codex contient deux fois plus de texte puisqu'on peut écrire sur le recto et le verso ;
- il est plus facilement transportable, maniable et entreposable ;
- sur le plan intellectuel, le codex présente d'énormes avantages dans la mesure où il facilite la « navigation » du lecteur dans le texte, ce qui permet à la lecture sélective de se répandre. Le texte devient donc plus précis, les citations plus exactes (le volumen rend difficile le retour en arrière, la recherche d'un passage) ;
- on voit apparaître de nouvelles techniques de mise en relation, comme les tables de concordances, les gloses et les notes ;
- le codex permet le regroupement de textes dans une même reliure ;
- l'enluminure se développe mieux dans le codex en parchemin que sur le volumen en papyrus.

Néanmoins, le codex ne fait pas disparaître le volumen enluminé. Ainsi, dans l'abbaye Saint-Bavon de Gand, un volumen datant de 1406 et comportant une belle enluminure historiée est conservé. Mais généralement les rouleaux tardifs ne sont pas enluminés : ils sont utilisés pour des généalogies, des chroniques, des inventaires, des pièces de procédure, etc.

### Le parchemin, support par excellence

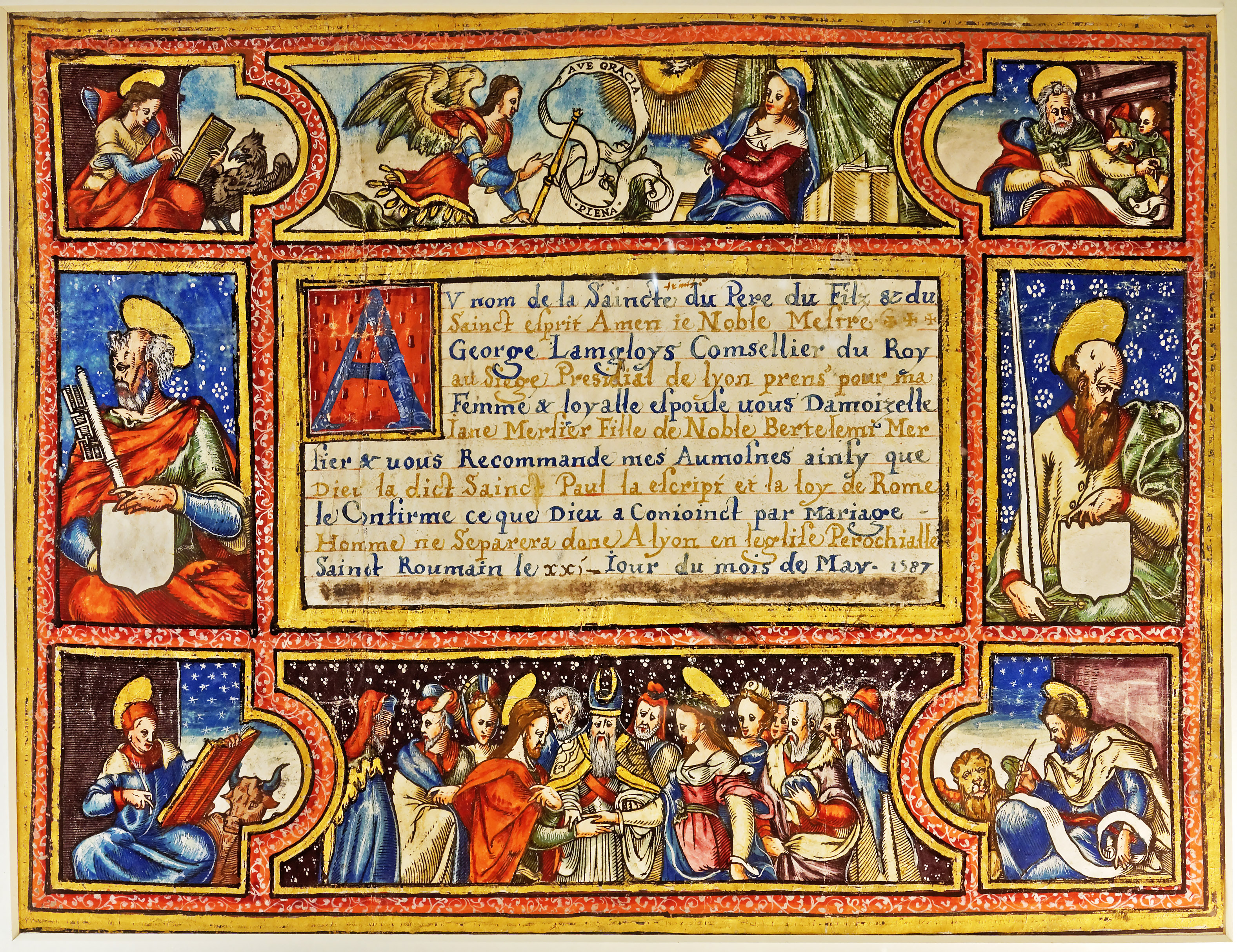
Charte de mariage de George Lamgloys et de Jane Mersier - 21 mai 1587, Enluminure sur parchemin, Lyon, bibliothèque municipale de Lyon. Coste 343-1.

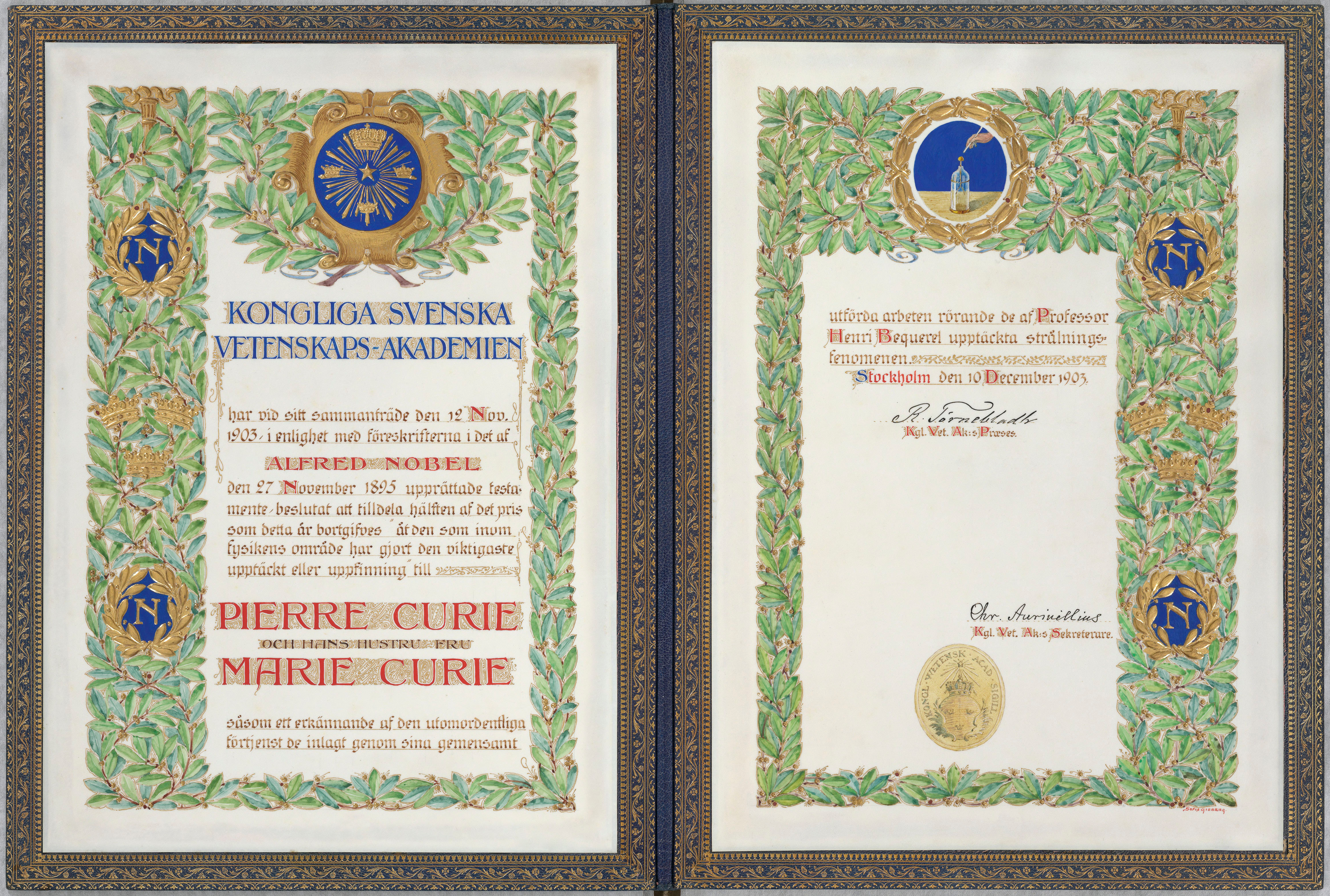
Un parchemin enluminé moderne : le diplôme du prix Nobel de physique de Pierre et Marie Curie, 1903.

Le papyrus est très fragile et boit facilement l'encre et les couleurs. Le parchemin est beaucoup plus résistant et offre plus de possibilités à la création artistique du fait qu'il supporte mieux l'action chimique des encres et des couleurs.
Le papier, fabriqué à partir de chiffon, est une invention chinoise transmise pas les Arabes. Il apparaît en Espagne au XIIe siècle, mais son usage demeure rare en France avant le XIVe siècle, lorsque les premiers moulins à papier sont installés à Troyes.
Le parchemin le plus apte à recevoir un texte calligraphié et enluminé est préparé à partir de peaux d'animaux maigres, comme le mouton et la chèvre. Dans les périodes de grande production, liées à l'essor des universités dans les villes, les différentes étapes de la fabrication sont confiées à des corps de métiers spécifiques : mégisserie, chamoisage, et parcheminerie.
Le plus beau parchemin est le vélin qui désigne les peaux des animaux mort-nés (veau, agneau, chevreau). Les manuscrits sur vélin étaient les plus rares et les plus chers. De nos jours encore, le vélin de veau est le seul support utilisé par les Juifs pour copier la Torah.
Dans le codex, les lignes étaient ensuite tracées au stylet à espaces réguliers, sur toute la page. La trace en reste visible. Le texte était ensuite copié en réservant des espaces pour les titres, les initiales et les images. Le scribe réalise sa copie lentement avec une plume d'oiseau ou un roseau effilé appelé un calame qu'il taille avec un couteau. Le texte est écrit à l'encre noire, les titres à l'encre rouge. On trouve encore dans les marges de légères ébauches de lettrines ou d'images destinées aux artistes.

### Encres, couleurs et liants

#### Encres

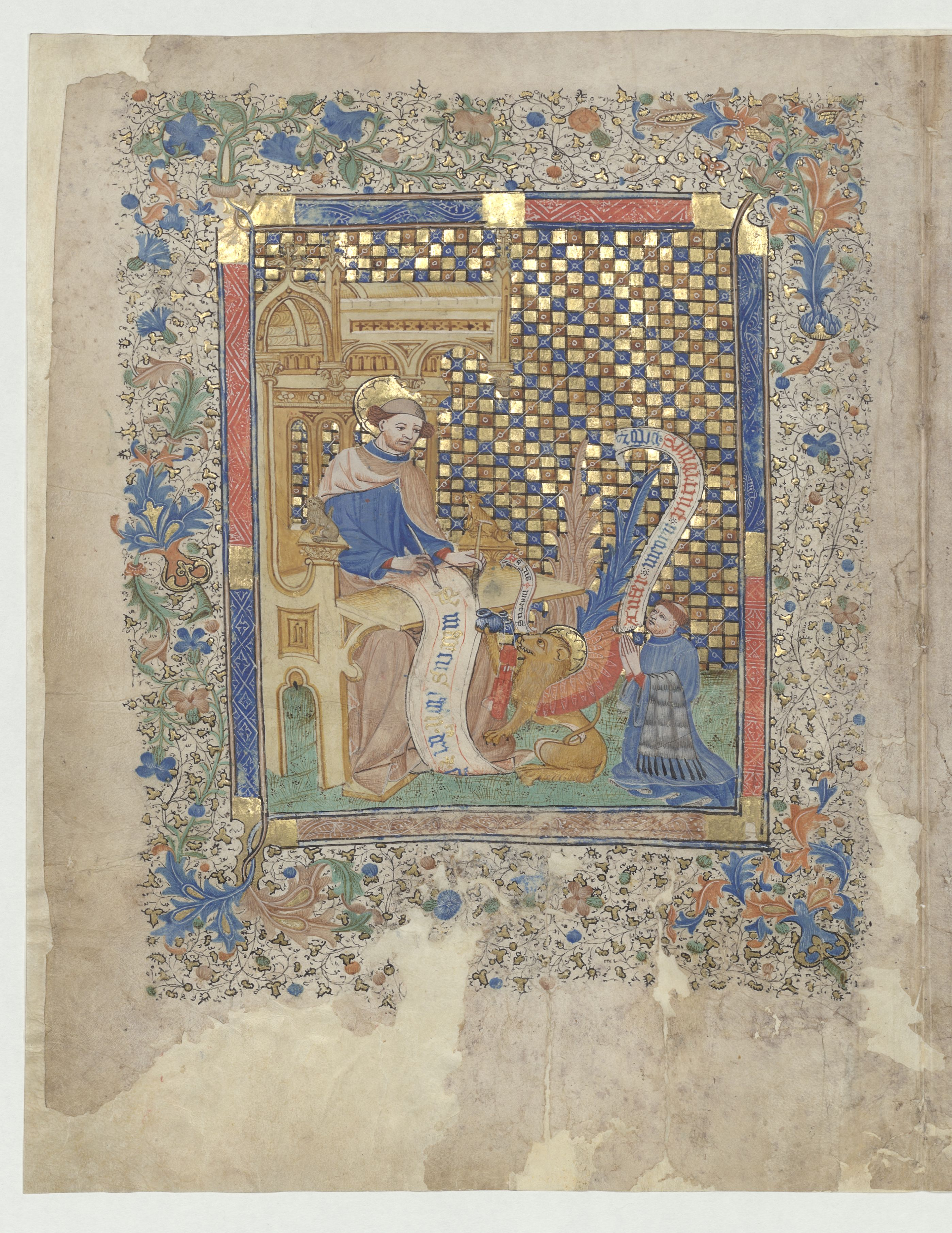
Exemple d'encre d'or. Miniature du XVe siècle réalisée par le Maître de Saint-Goery, trouvée dans l'Évangéliaire pourpre.

- Encre rouge : à base de minium (oxyde de plomb, Pb3 O4).
- Sépia (brun très foncé), du mot latin qui désigne la seiche dont le liquide fournit cette encre. Aussi réalisé avec du brou de noix, pigment naturel obtenu à partir de l'écorce de la noix.
- Noir : dissolution du noir de fumée dans de l'eau ou de la noix de galle du chêne (Cynips kollari) mêlée au vitriol et à la gomme arabique.
- Bleu : oxyde de cobalt, poudre de lapis-lazuli (extrêmement coûteuse), azurite (minéral) (carbonate de cuivre).
- Rouge vif et orangé : sulfure de mercure (on utilise le terme cinabre lorsque son origine est minérale, et vermillon lorsqu'il est artificiel).
- Rouge orangé mat : orpiment[9] et réalgar[10], qui sont des sulfures d'arsenic (As2 S2).
- Vert : à base d'argile ou de composés de cuivre.
- Jaune : à base d'or pur et de safran.

#### Couleurs

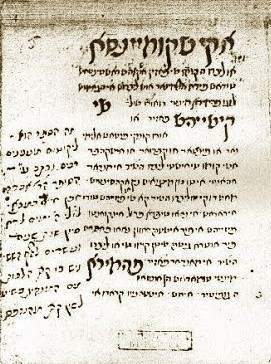
Le livre sur la façon de rendre les couleurs (O livro de como se fazem as cores), manuscrit en judéo-portugais sur l'art de l'enluminure, XVe siècle.

Les couleurs sont obtenues à partir de produits végétaux, animaux et minéraux : fleur de safran (jaune), racine de garance (rouge) et de curcuma (jaune), cochenilles (rouge), fleur d'hibiscus (rouge), bois de Pernambouc (rouge vif), coquillages, foies d’animaux, urine, lapis-lazuli (bleu) et parfois, les peintres peuvent utiliser de la graisse animale. Cela permettait d’obtenir un mélange flasque et visqueux. C’était la meilleure façon pour eux d’obtenir un mélange qui résistait au grand froid. La graisse animale était surtout de la graisse de mouton ou d’agneau car c’était celle qui était la plus dense. Les étapes :
1. On remuait la graisse de manière qu'elle soit totalement homogène ;
2. On ajoutait quelques produits chimiques qui permettaient de lui donner la couleur désirée ;
3. La graisse était ensuite un peu conservée dans un endroit frais (une cave par exemple) ;
4. Ensuite elle était à nouveau malaxée puis étalée sur un grand plateau afin qu'elle forme une plaque fine ;
5. On l'ajoutait ensuite dans la pâte qui sera plus tard le parchemin.

#### Liants
On utilisait des liants et des colles pour permettre à la couleur d'adhérer sur le parchemin : colles de poissons, blanc d'œuf (auquel on ajoute de la poudre de clou de girofle pour assurer la conservation), résines, gommes (surtout la gomme arabique), etc.
Les couleurs se mélangent très mal, et souvent ne se mélangent pas du tout. L'artiste travaille « ton sur ton » après séchage, et joue avec les liants pour obtenir les nuances à partir d'un même pigment.
Jusqu'au XIVe siècle, avec l'apparition de la gouache, la peinture est obligatoirement cernée d'un trait d'encre dessiné à la plume ou au pinceau.

## Enlumineurs et enlumineuses

### Rôle des femmes dans l'enluminure
Il est communément admis que les enluminures étaient réalisées par des moines. Mais cette conception est remise cause en 2019 par l'analyse de la plaque dentaire fossilisée d'une femme médiévale. Les enluminures les plus luxueuses pouvaient comporter du bleu outremer, obtenu par broyage de pierre de lapis-lazuli. Or une équipe internationale de chercheurs a identifié ce pigment dans la plaque dentaire calcifiée d'une femme enterrée dans un monastère allemand vers l'an 1100 AD. Ce pigment importé de mines afghanes avait à l'époque une valeur comparable à celle de l'or et son utilisation était réservée à des scribes et peintres aux facultés exceptionnelles. L'analyse de cette découverte, publiée dans la revue Science Advances, suggère que la femme en question était probablement peintre d'enluminures. "Nous avons ici une preuve directe qu'une femme, non seulement peignait, mais peignait avec un pigment très rare et cher et en un lieu très reculé", souligne Christina Warinner, chercheuse du Max Planck Institute for the Science of Human History, co-auteure de l'article.

## Technique actuelle de l'enluminure
L'enluminure se pratique toujours sur parchemin chez la plupart des artisans d'art. Le savoir-faire de l'enluminure a été inscrit à l'Inventaire du patrimoine culturel immatériel en France, d'après une enquête réalisée dans un atelier d'enluminure en Bretagne.
Après son achat, il faut préparer le parchemin en le ponçant afin de dégraisser totalement la surface. Le dessin est préparé à part et est retranscrit sur le parchemin dans un deuxième temps. Lorsque le dessin est positionné, il faut passer une couche de colle de vessie d'esturgeon, qui permettra par la suite à la peinture d'adhérer. Vient ensuite l'étape de l'enluminure à part entière, à savoir la pose des feuilles d'or, puis des couleurs.

### Filmographie
- L’enluminure au Moyen Âge, documentaire de Georges Combe, film vidéo de 26 min, coproduction Delta-Image et Vision Age, 1re diffusion France 3 Île-de-France / Centre, 24 mai 1997.
- Jardins de parchemin, par Gabriel Peynichou, Sylvie Germain et Pierre-Gilles Girault, film vidéo de 26 min, Chamaerops productions (coauteur avec première diffusion France 3, 7 novembre 2003).

#### Hors monde latin
- Enluminure antique, quatre grands onciaux
- Enluminure juive
- Enluminure byzantine
- Enluminure éthiopienne
- Enluminure copte, littérature copte
- Miniature (enluminure)
- Art du livre arabe, miniature arabe, miniature persane, miniature ottomane, enluminure ottomane...
  - Calligraphie arabe (liste représentative du patrimoine culturel immatériel de l'humanité)
  - Maqâma, Maqâmât de Vienne
  - Manuscrits de Tombouctou
  - Miniature islamique (en)
- Miniature arménienne, livre arménien
- Alphabet géorgien, calligraphie géorgienne, Centre national des manuscrits de Géorgie
- Alphabet syriaque, littérature syriaque
- Manuscrits de Dunhuang, Écrits chrétiens de Dunhuang
- Codex mésoaméricain : codex préhispanique, codex aztèque, codex maya, codex mixtèque...